# Kyrgyzstan Airlines
Kyrgyzstan Airlines – zlikwidowane kirgiskie linie lotnicze z siedzibą w Biszkeku. Głównym węzłem był Port lotniczy Biszkek. W 2005  roku zostały wcielone do narodowych linii lotniczych Altyn Air. 
W momencie zawieszenia działalności we flocie znajdowały się samoloty Tu-134, Airbus A320, Jak-40, An-28, Ił-76, An-26 i Tu-154. 
W latach 1992–2001 Kyrgyzstan Airlines były liniami narodowymi Kirgistanu. 